# Walenty Fredro (zm. 1587/1589)
Walenty Fredro herbu Bończa (zm. w 1587/1589 roku) – podczaszy przemyski w latach 1578-1587.
Studiował we Frankfurcie nad Odrą w 1563 roku.
Poseł na sejm 1585 roku z ziemi przemyskiej.